# Hohe Reuth
Die Hohe Reuth ist eine 713 Meter hochgelegene waldreiche Anhöhe im Fichtelgebirge südöstlich der Stadt Gefrees im Landkreis Bayreuth (Nordbayern) mit einem ehemaligen Abbaugebiet auf Granit.

## Geschichte
Im Jahr 1536 wird bei der Amtsbeschreibung von Gefrees der „tryb und hut“ (= Viehtrieb und Weiderecht) die „Hohenreut“ genannt, 1832 wird die Gegend als „Raithberg“ erwähnt. 1839 wird hier von der „Reuth, die große hochgelegene, kahle Gefreeser Huth“ berichtet. Wie der Name verrät, handelte es sich um eine Rodungsfläche, auf der die Gefreeser Bauern ihr Vieh weiden durften. Wann eine Aufforstung stattfand, ist nicht bekannt. Der Name Reut oder Hohe Reuth hat sich bis heute erhalten.

## Granitvorkommen
Der Gefreeser Granit wird mitunter als Porphyrgranit bezeichnet, da er ein porphyrisches Gefügebild hat (große Feldspateinsprenglinge). Er gehört zu dem mächtigen Massiv, das zwischen Gefrees und Selb gebildet wurde. Das Gestein erscheint infolge der Korngröße insgesamt sehr hell und zeigt bei feinerer Struktur eine graubläuliche Tönung und erhielt von Geologen den Namen „Gefreeser Granit“. Zu sehen sind noch vier größere Steinbrüche, die mit Grundwasser gefüllt sind. Sie sind interessante Geotope und Biotope.

## Granitgewinnung/Verarbeitung
Der Abbau von Granit fand ab 1758 zunächst „oberflächlich“ statt. Man bearbeitete Granitfelsen, die an der Erdoberfläche lagen und transportierte sie dann auf primitiven Wegen mit Ochsenkarren bergab nach Gefrees. Dort wurden sie zu Treppen, Fenster- und Türstöcke verarbeitet.

## Naturschutz
Der Mittlere Steinbruch auf dem Reutberg ist wegen seiner wertvollen geowissenschaftlichen Bedeutung ein Landschaftsschutzgebiet und wurde vom Bayerischen Landesamt für Umweltschutz mit der Geotop-Nummer 472A006 in das Geotopkataster eingetragen. Der Steinbruch Reut schließt die typische Lokalität des so genannten „Reutgranits“ auf, der eine Varietät der variszischen G1-Granite ist. Das Gebiet der Steinbrüche ist auch ein Gebiet der historischen und wirtschaftlichen Kulturlandschaftselemente, das erhalten werden soll. Ferner ist es ein äußerst schützenswertes Naturidyll mit seltener Flora und Fauna (Uhu, Steinkauz, Schwarzstorch).

## Kleindenkmale
Am Wanderweg auf den Reuthberg steht das von Johann Heinrich Gareis geschaffene „Steinhauerdenkmal“, es will die Ehrfurcht vor den alten Steinhauern und ihrer harten Arbeit bekunden. Die Inschrift lautet: „ZUM ANDENKEN DER ALTEN STEINHAUER VON GEFREES 1885.“